# Dragó de Komodo
El dragó de Komodo (Varanus komodoensis) és una espècie de rèptil escatós de la família dels varànids que viu a les illes de Komodo, Rinca, Gili Dasami, Gili Motang i Flores, al centre d'Indonèsia. És el llangardaix vivent més gros; assoleix una mida mitjana de dos a tres metres i pesa aproximadament setanta quilograms. La grandària inusual s'atribueix al gegantisme insular, car no hi ha altres animals carnívors que puguin ocupar el nínxol ecològic de les illes on viuen, i també al ritme metabòlic baix del dragó de Komodo. Com a resultat de la seva mida, aquests llangardaixos són depredadors alfa, i dominen els ecosistemes on habiten. Tot i que els dragons de Komodo s'alimenten principalment de carronya, també embosquen i cacen preses, incloent-hi invertebrats, ocells i mamífers.
L'aparellament comença entre maig i agost, i ponen els ous al setembre. Dipositen aproximadament vint ous en nius de megapòdid abandonats, que són incubats durant entre set i vuit mesos i desclouen a l'abril, quan hi ha una major abundància d'insectes. Els dragons de Komodo joves són vulnerables i, per tant, viuen enfilats als arbres, protegits dels depredadors i dels adults, que són caníbals. Triguen entre tres i cinc anys a madurar i poden viure fins a cinquanta anys. Presenten partenogènesi, un fenomen pel qual una femella pot pondre ous viables sense haver estat fecundada per un mascle.
Els dragons de Komodo foren descoberts pels científics occidentals el 1910. La seva gran mida i ferotge reputació els fa populars en exposicions de zoològic. En estat salvatge, el seu àmbit de distribució s'ha reduït a causa de les activitats humanes, i estan llistats com a espècie vulnerable per la Unió Internacional per a la Conservació de la Natura (UICN). Estan protegits per la llei indonèsia, i un parc nacional, el Parc Nacional de Komodo, fou fundat per contribuir a l'esforç de conservació.
El dragó de Komodo també és conegut com a varà de Komodo o varà de l'illa Komodo en la bibliografia científica, tot i que no són denominacions gaire habituals. Els nadius de Komodo s'hi refereixen com a ora, buaja darat (‘cocodril terrestre’) o biawak raksasa (‘varà gegant’).

## Evolució
El desenvolupament evolutiu del dragó de Komodo començà amb el gènere Varanus, que s'originà a Àsia fa uns quaranta milions d'anys i migrà a Austràlia. Fa uns quinze milions d'anys, una col·lisió entre Austràlia i el sud-est d'Àsia permeté als varànids moure's al que actualment és l'arxipèlag indonesi. Es creu que el dragó de Komodo es diferencià dels seus avantpassats australians fa quatre milions d'anys, i n'estengué la distribució tant a l'est com a l'illa de Timor. L'època glacial i els canvis dramàtics que provocà en el nivell del mar portà les illes on vivien els dragons de Komodo a la seva ubicació actual, i els aïllà en el seu àmbit actual de distribució.

## Descripció

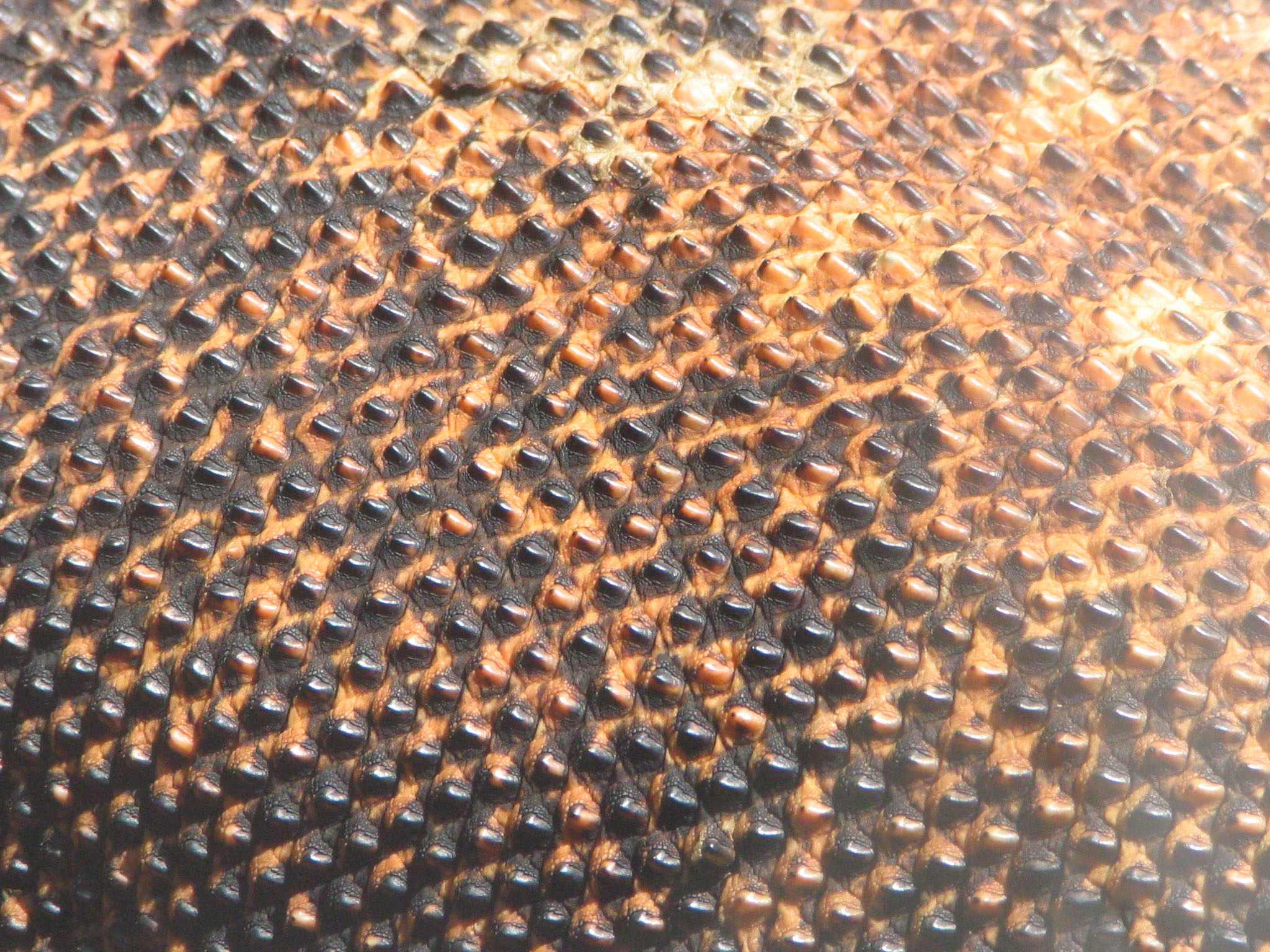
Vista en detall de la pell d'un dragó de Komodo.

En estat salvatge, un dragó de Komodo adult pesa habitualment uns 70 quilograms, tot i que els exemplars en captivitat solen pesar més. L'exemplar salvatge més gran verificat mesurava 3,13 metres de llarg i pesava 166 quilograms, incloent-hi aliment sense digerir. El dragó de Komodo té una cua tan llarga com el seu cos, així com unes seixanta dents amb forma de serra, que es canvien sovint i que poden mesurar fins a 2,5 centímetres de llarg. La seva saliva sol estar tacada de sang, car les dents estan gairebé cobertes de teixit gingival que naturalment és ferit durant la masticació. Això crea un cultiu ideal per als bacteris virulents que viuen a la seva boca. També té una llengua llarga i groga, marcadament bifurcada.

### Sentits
El dragó de Komodo no té un sentit de l'oïda particularment agut, malgrat els seus orificis auditius visibles, i només pot sentir sons d'entre 400 i 2.000 hertzs. És capaç de veure-hi tan lluny com 300 metres, però com que les seves retines només contenen cons, es creu que té una visió nocturna força limitada. El dragó de Komodo pot veure-hi en color, però té una pobra discriminació visual dels objectes estacionaris.

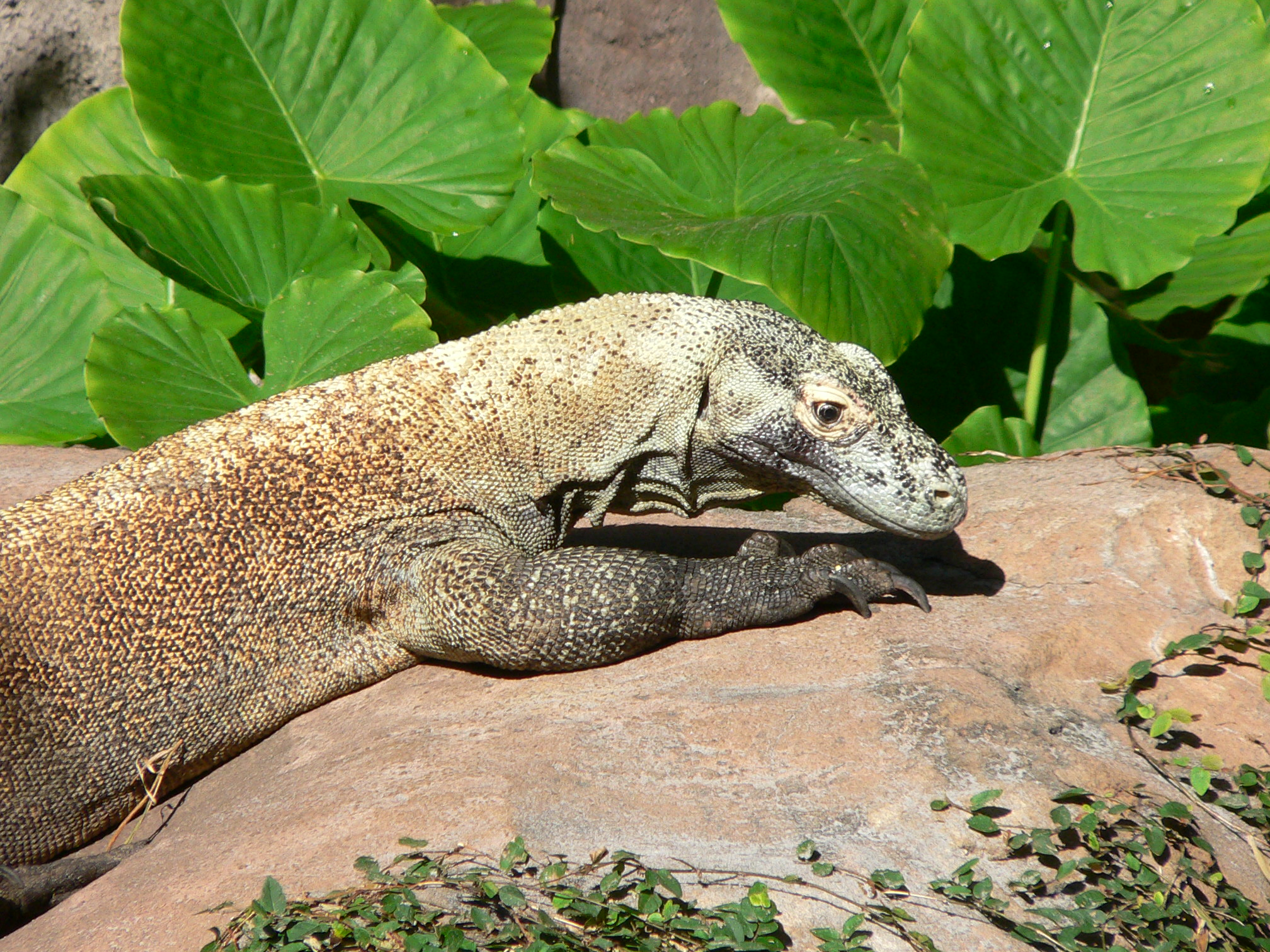
Un dragó de Komodo pren el sol al Disney's Animal Kingdom.

El dragó de Komodo, com molts altres rèptils, utilitza la llengua per a detectar gustos i olors amb el sentit vomeronasal, i utilitza l'òrgan de Jacobson, un sentit que ajuda a orientar-se en la foscor. Amb l'ajut d'un vent favorable i el seu costum de moure el cap de banda a banda mentre caminen, els dragons de Komodo podrien ser capaços de detectar carronya des d'una distància de 4-9,5 quilòmetres. Els narius del dragó no tenen gaire utilitat per a l'olfacte, car l'animal manca de diafragma. Només té algunes papil·les gustatives darrere de la gola. Les seves escates, algunes de les quals estan reforçades amb ossos, tenen plaques sensorials connectades a nervis que li faciliten el sentit del tacte. Les escates al voltant dels ulls, llavis, mentó i la sola dels peus poden tenir tres o més plaques sensorials.
Anteriorment, es pensava que el dragó de Komodo era sord, després que un estudi no observés cap agitació en dragons de Komodo salvatges en resposta a xiuxiuejos, veus fortes o crits. Això fou desmentit quan Joan Proctor, una treballadora del Zoològic de Londres, entrenà un exemplar en captivitat perquè sortís a alimentar-se en sentir-la cridar, fins i tot quan ella s'ocultava.

## Ecologia

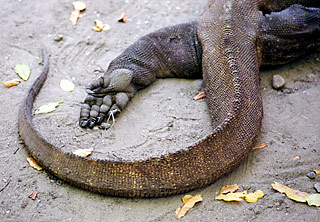
Vista en detall d'una pota i de la cua d'un dragó de Komodo.

El dragó de Komodo prefereix llocs càlids i secs, i sol viure en herbassars secs oberts, sabanes, i boscs tropicals a elevacions baixes. Com a ectoterm que és, és més actiu durant el dia, tot i que presenta una certa activitat nocturna. Els dragons de Komodo són bastant solitaris, i només s'ajunten per aparellar-se i menjar. Són capaços de córrer ràpidament, en esprints breus —fins a 20 km/h—, de capbussar-se a una profunditat de 4,5 metres, i d'escalar arbres hàbilment quan són joves gràcies a les seves fortes urpes. Per caçar preses que estan fora del seu abast, el dragó de Komodo pot posar-se dempeus sobre les potes posteriors i utilitzar la cua com a suport. A mesura que el dragó de Komodo creix, les urpes li serveixen principalment com a armes, i la seva gran mida les fa poc pràctiques per a escalar.
Per refugiar-se, el dragó de Komodo excava caus que poden fer entre un i tres metres d'ample, amb les seves potents potes i urpes davanteres. A causa de la seva gran mida i el seu costum de dormir en aquests caus, és capaç de conservar la calor corporal durant la nit i minimitzar el temps que ha de prendre el sol durant el matí. El dragó de Komodo caça generalment a la tarda, però roman a l'ombra durant la part més calorosa del dia. Aquests llocs especials de repòs, habitualment situats en cornises amb una fresca brisa marina, estan marcats amb excrements i lliures de vegetació. També fan la funció de punt estratègic des d'on emboscar cérvols.

### Dieta

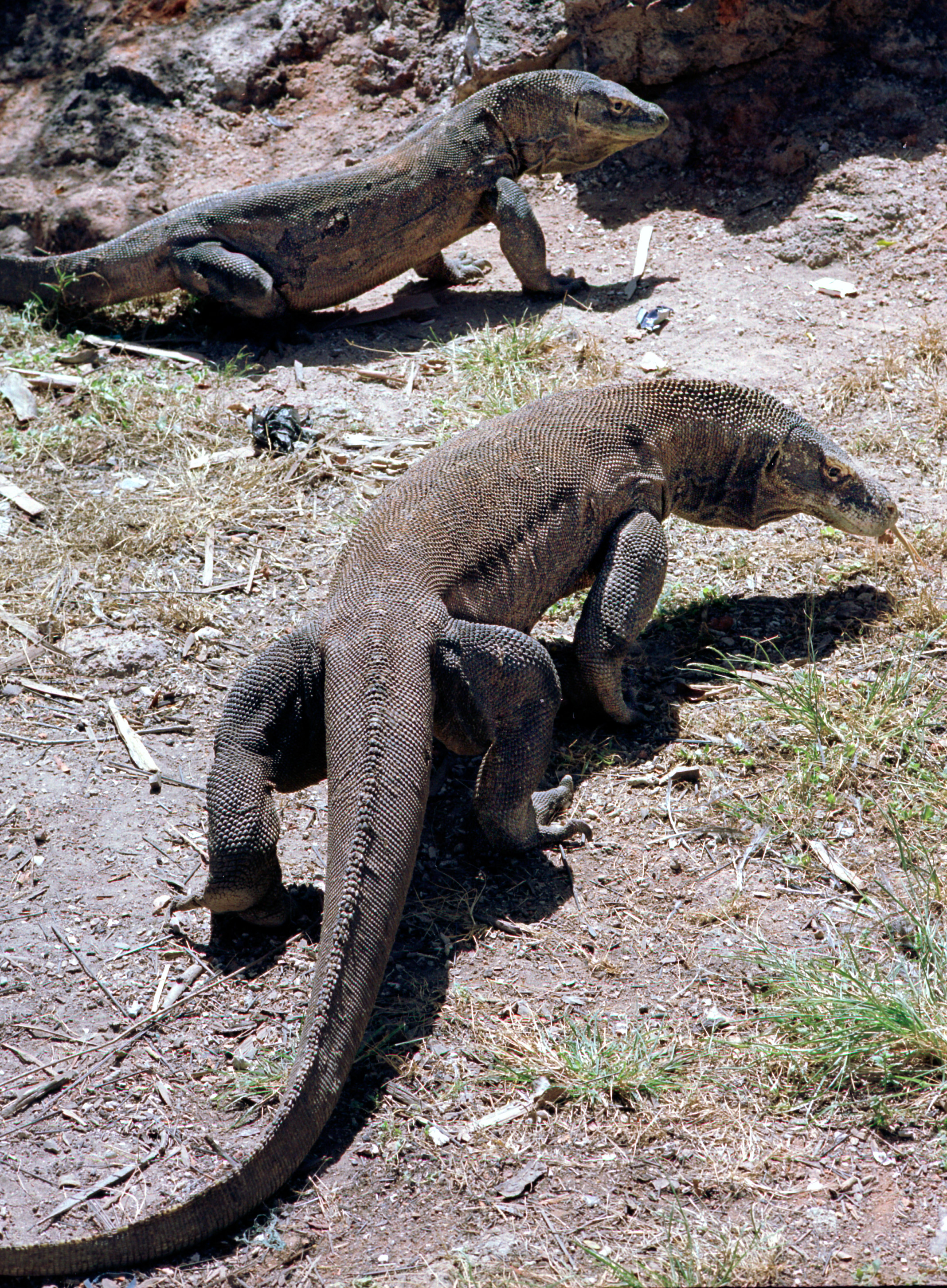
Dragons de Komodo a Rinca.

Els dragons de Komodo són carnívors. Tot i que s'alimenten majoritàriament de carronya, també embosquen preses vives acostant-s'hi silenciosament. Quan una presa adient arriba a prop del punt d'emboscada d'un dragó, aquest ataca sobtadament l'animal, llançant-se al ventre o al coll. És capaç de localitzar les preses utilitzant el seu agut olfacte, que pot localitzar un animal mort o moribund a una distància de fins a 9,5 quilòmetres. Els dragons de Komodo també han estat observats abatent grans porcs i cérvols amb la seva potent cua.
Els dragons de Komodo s'alimenten arrancant grans trossos de carn i empassant-se'ls sencers mentre subjecten el cadàver amb les potes anteriors. En el cas de preses més petites, de fins a la mida d'una cabra, les seves mandíbules que tenen articulacions laxes, el crani flexible, i l'estómac expansible, els permeten empassar-se les preses senceres. El rèptil sol evitar els continguts vegetals de l'estómac i els intestins. La copiosa quantitat de saliva vermella que produeixen els dragons de Komodo contribueixen a lubricar el menjar, però empassar-se'l continua sent un procés molt llarg (15-20 minuts per empassar-se una cabra). Els dragons de Komodo poden intentar accelerar el procés envestint el cadàver contra un arbre per forçar-lo gola avall, i de vegades envesteixen amb tanta força que fan caure l'arbre. Per evitar asfixiar-se mentre s'empassen les preses, respiren utilitzant un petit tub situat sota la llengua que està connectat amb els pulmons. Després de menjar fins a un 80% del seu pes corporal en un àpat, s'arrossega fins a un lloc assolellat per accelerar la digestió, car el menjar es pot podrir i enverinar el dragó si roman massa temps sense digerir. A causa del seu metabolisme lent, els dragons grans poden sobreviure amb només dotze àpats per any. En acabar la digestió, el dragó de Komodo regurgita una massa de banyes, pèls i dents coneguda com a pilota gàstrica, que està coberta d'una mucositat pudent. Després de regurgitar la pilota gàstrica, es frega la cara contra el terra o contra arbusts per treure's la mucositat, cosa que suggereix que, com en el cas dels humans, no li agrada l'olor dels seus propis excrements.

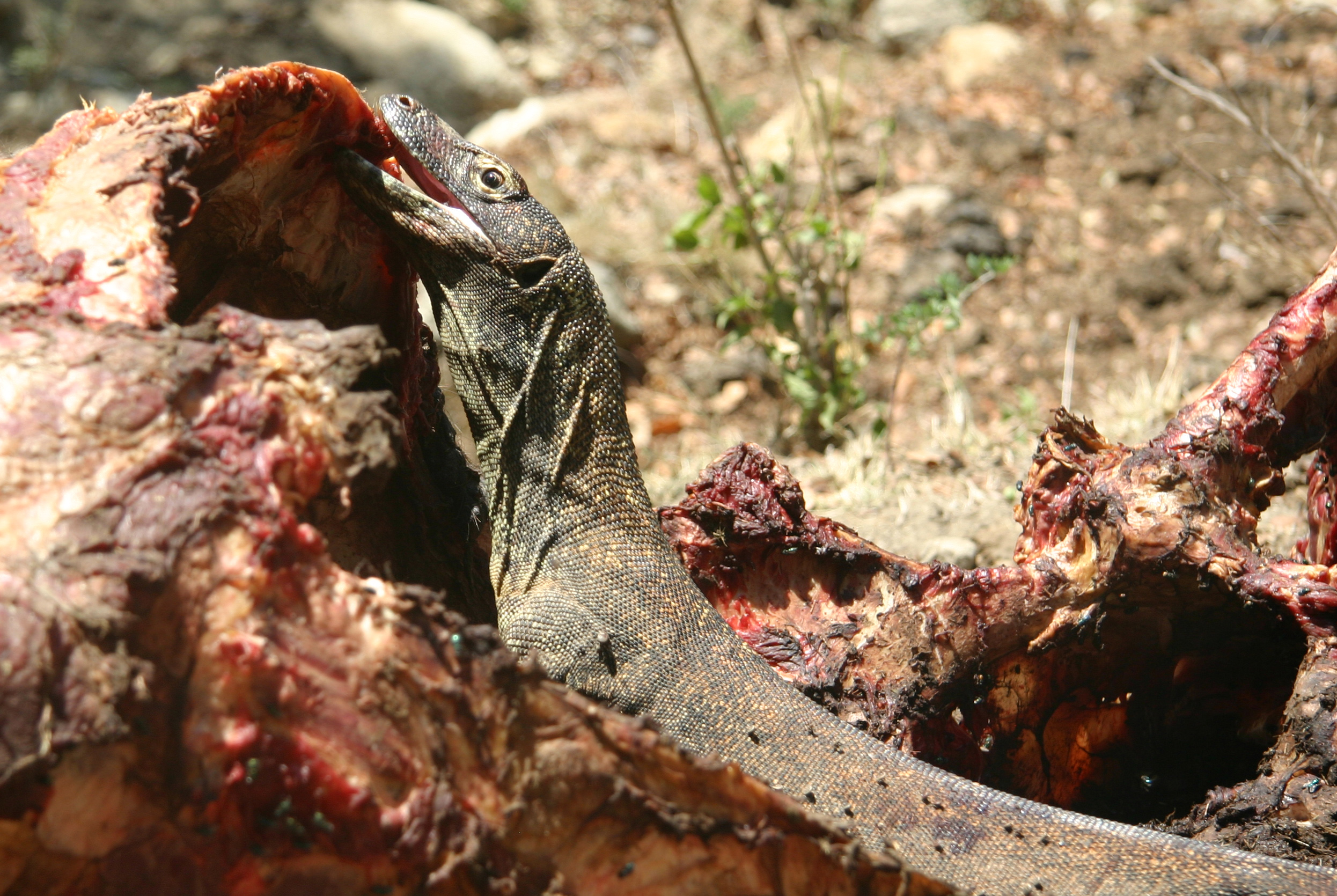
Un dragó de Komodo jove fotografiat a Rinca mentre s'alimenta del cadàver d'un búfal asiàtic domèstic.

Els animals més grans solen menjar primer, mentre que els més petits segueixen una jerarquia. El mascle més gran demostra la seva dominància i els més petits mostren submissió per mitjà del llenguatge corporal i d'esbufecs sords. Els dragons de la mateixa mida poden «combatre». El perdedor sol retrocedir, però en alguns casos els guanyadors maten i es mengen els perdedors.
La dieta del dragó de Komodo és variada, i inclou invertebrats, altres rèptils (incloent-hi dragons de Komodo més petits), ocells, ous d'ocell, petits mamífers, micos, senglars, cabres, cérvols, cavalls i búfals asiàtics domèstics. Els exemplars joves s'alimenten d'ous, dragons i petits mamífers. A vegades, se sap que s'han menjat humans i cadàvers humans, desenterrant cossos de tombes poc fondes per fer-ho. Aquest costum de saquejar les tombes feu que els habitants de Komodo moguessin les tombes d'un sòl sorrenc a un d'argilós i que apilonessin roques a sobre per desencoratjar els llangardaixos. Segons el biòleg evolutiu Jared Diamond, el dragó de Komodo podria haver evolucionat per alimentar-se de l'extint elefant nan Stegodon, que en el passat visqué a Flores. També s'ha observat dragons de Komodo espantant intencionadament cérvoles embarassades amb l'esperança que avortin i ells es puguin menjar les restes del fetus, una tècnica que ha estat observada en grans depredadors d'Àfrica.
Com que el dragó de Komodo manca de diafragma, no pot xuclar l'aigua quan beu, ni pot portar-la cap endins amb la llengua. En canvi, el que fa és agafar un glop d'aigua, aixecar el cap i deixar que l'aigua caigui per la gola.

### Verí i bacteris

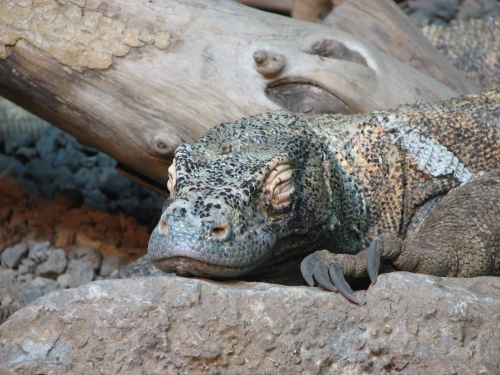
Un dragó de Komodo dormint. Cal destacar les grans urpes corbades que utilitza per lluitar i alimentar-se.

A finals del 2005, uns investigadors de la Universitat de Melbourne arribaren a la conclusió que el varà gegant (Varanus giganteus), altres espècies de varànids i els agàmids poden ser una mica verinosos. Es pensava que les mossegades infligides per aquests rèptils eren propenses a infectar-se a causa dels bacteris de la seva boca, però l'equip d'investigació demostrà que els efectes immediats eren causats per un lleu enverinament. S'observaren mossegades als dits humans per part d'un varà encintat (V. varius), un dragó de Komodo, i un varà arborícola tacat (V. scalaris), i totes causaren un efecte similar: una ràpida tumefacció en qüestió de minuts, una disrupció localitzada de la coagulació de la sang, un intens dolor fins al colze, i alguns símptomes duraven hores.
Els dragons de Komodo també tenen bacteris virulents a la saliva, dels quals s'han aïllat més de 28 soques gramnegatives i 29 de grampositives. Aquests bacteris causen una sèpsia a la seva víctima; si la mossegada inicial no mata la presa i aquesta aconsegueix escapar, sol morir després d'una setmana a causa de la infecció resultant. El bacteri més mortal de la saliva del dragó de Komodo sembla una soca molt letal de Pasteurella multocida, segons estudis fets sobre ratolins de laboratori. No hi ha cap antídot específic per a una mossegada de dragó de Komodo, però la víctima sol sobreviure si se li neteja la zona ferida i se la tracta amb grans dosis d'antibiòtics. Si no es tracta aviat, es pot estendre gangrena al voltant de la mossegada, cosa que pot requerir l'amputació de l'àrea afectada. Com que el dragó de Komodo sembla immune als seus propis microbis, s'hi han fet moltes investigacions a la recerca de la seva molècula antibacteriana, amb l'esperança que tingui un ús medicinal per als humans.

### Factor immunològic antibacterià
Els investigadors han aïllat un poderós pèptid antibacterià del plasma sanguini dels dragons de Komodo, VK25. Basant-se en l'anàlisi d'aquest pèptid, s'ha sintetitzat un pèptid curt anomenat DRGN-1 i l'han provat contra patògens multiresistents (MDR). Els resultats preliminars d'aquestes proves mostren que el DRGN-1 és eficaç per matar soques bacterianes resistents als medicaments i, fins i tot, alguns fongs. Té el benefici addicional observat de promoure significativament la cicatrització de ferides infectades per biofilm, tant en ferides no infectades com en ferides mixtes.

### Reproducció
L'aparellament té lloc entre maig i agost, i els ous són postos al setembre. Durant aquest període, els mascles combaten per les femelles i pel territori, agafant-se l'un a l'altre amb les potes posteriors, fins que el perdedor queda sotmès a terra. Els mascles poden vomitar o defecar mentre es preparen per al combat. El guanyador del combat mostra la llengua a la femella per aconseguir informació sobre la seva receptivitat. Les femelles són antagonístiques, i durant les primeres fases del festeig es resisteixen amb les urpes i les dents. Així doncs, el mascle ha d'immobilitzar completament la femella durant el coit per evitar prendre mal. Altres actes de festeig són quan el mascle frega el mentó sobre la femella, esgarrapades dures a l'esquena i llepades. La copulació té lloc quan el mascle insereix un dels seus hemipenis a la cloaca de la femella. Els dragons de Komodo poden ser monògams i formar lligams de parella, un comportament rar en els lacertilis.

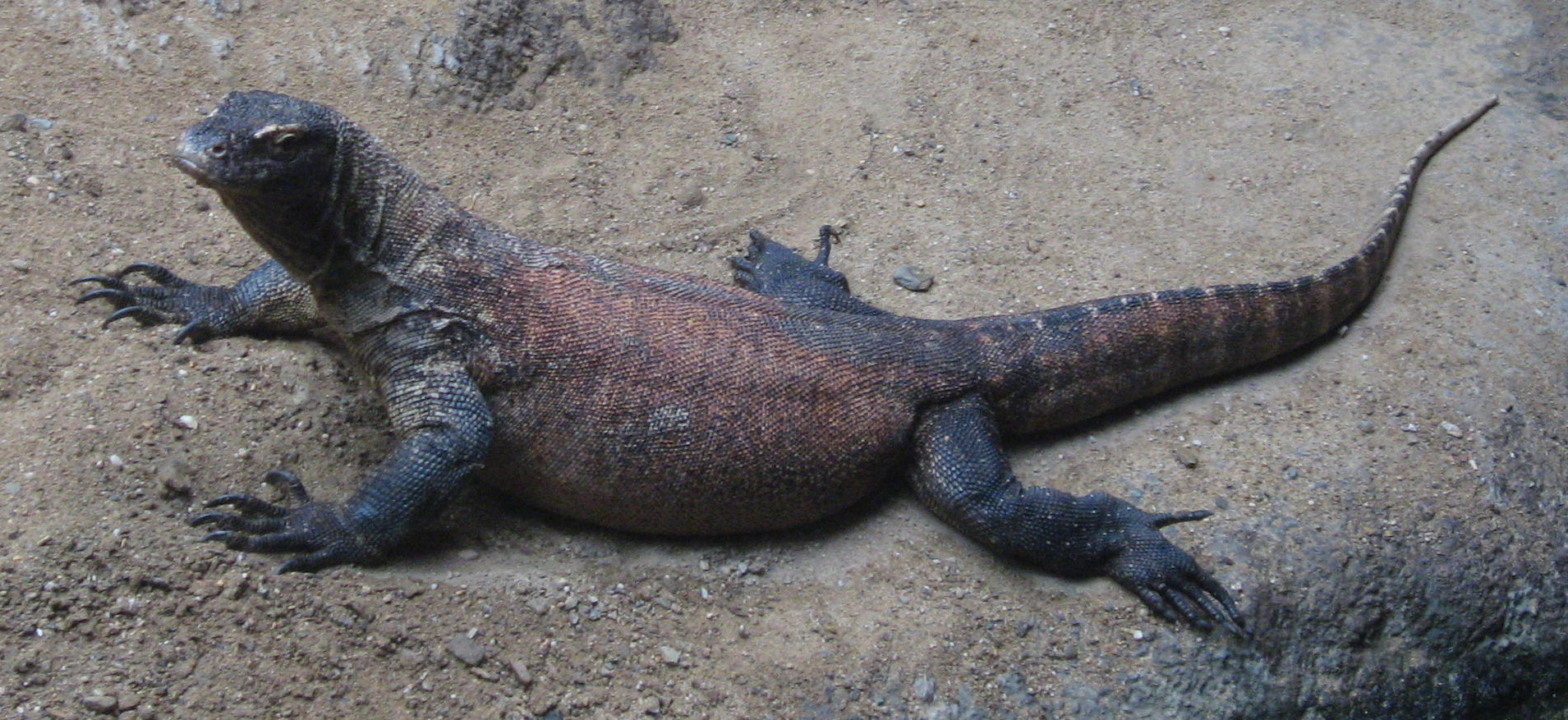
En aquesta imatge són completament visibles la llarga cua i les urpes.

La femella pon els ous en caus excavats al costat d'un pujol o en un niu abandonat de megàpode de Reinwardt, amb una preferència per aquests últims indrets. La femella pon una mitjana de vint ous, que tenen un període d'incubació de 7-8 mesos. La femella jau sobre els ous per covar-los i protegir-los fins que es desclouen als voltants d'abril, a finals de l'estació plujosa i quan els insectes són abundants. Sortir de l'ou és un esforç esgotador per als nounats, que en trenquen la closca per mitjà d'un telolècit que els cau poc després. Després de trencar les closques, els nounats poden romandre a dins durant algunes hores abans de començar a sortir del niu. Neixen bastant indefensos, i molts en són menjats per depredadors.
Els dragons de Komodo joves passen gran part dels seus primers anys dalt d'arbres, on estan relativament protegits dels depredadors, incloent-hi dragons adults caníbals, que fan dels dragons joves el 10% de la seva dieta. Segons David Attenborough, el costum de canibalisme pot ser avantatjós a l'hora de mantenir la gran mida dels adults, car les preses de mida mitjana a les illes són rares. Quan les cries s'han d'acostar a un cadàver per alimentar-se, es rebolquen en matèria fecal i reposen als intestins d'animals esquarterats per dissuadir els adults famolencs. Els dragons de Komodo triguen entre tres i cinc anys a madurar, i poden viure fins a cinquanta anys.

#### Partenogènesi
Una dragona de Komodo del Zoo de Londres, anomenada Sungai, pongué ous a finals del 2005 havent estat separada de companyia masculina des de feia més de dos anys. Els científics assumiren inicialment que havia estat capaç d'emmagatzemar esperma de la seva trobada anterior amb un mascle, una adaptació coneguda com a superfecundació. El 20 de desembre del 2006 s'informà que Flora, una dragona de Komodo que vivia al Zoo de Chester (Anglaterra) s'havia convertit en el segon dragó de Komodo que ponia ous no fertilitzats: en pongué onze, dels quals se'n desclogueren set, tots mascles. Científics de la Universitat de Liverpool dugueren a terme proves genètiques sobre tres ous que havien col·lapsat després de moure'ls a una incubadora, i comprovaren que Flora no havia tingut cap contacte físic amb un dragó mascle. Després que es descobrís aquesta qualitat dels ous de Flora, més proves demostraren que els ous de Sungai també havien estat produïts sense fertilització exterior.

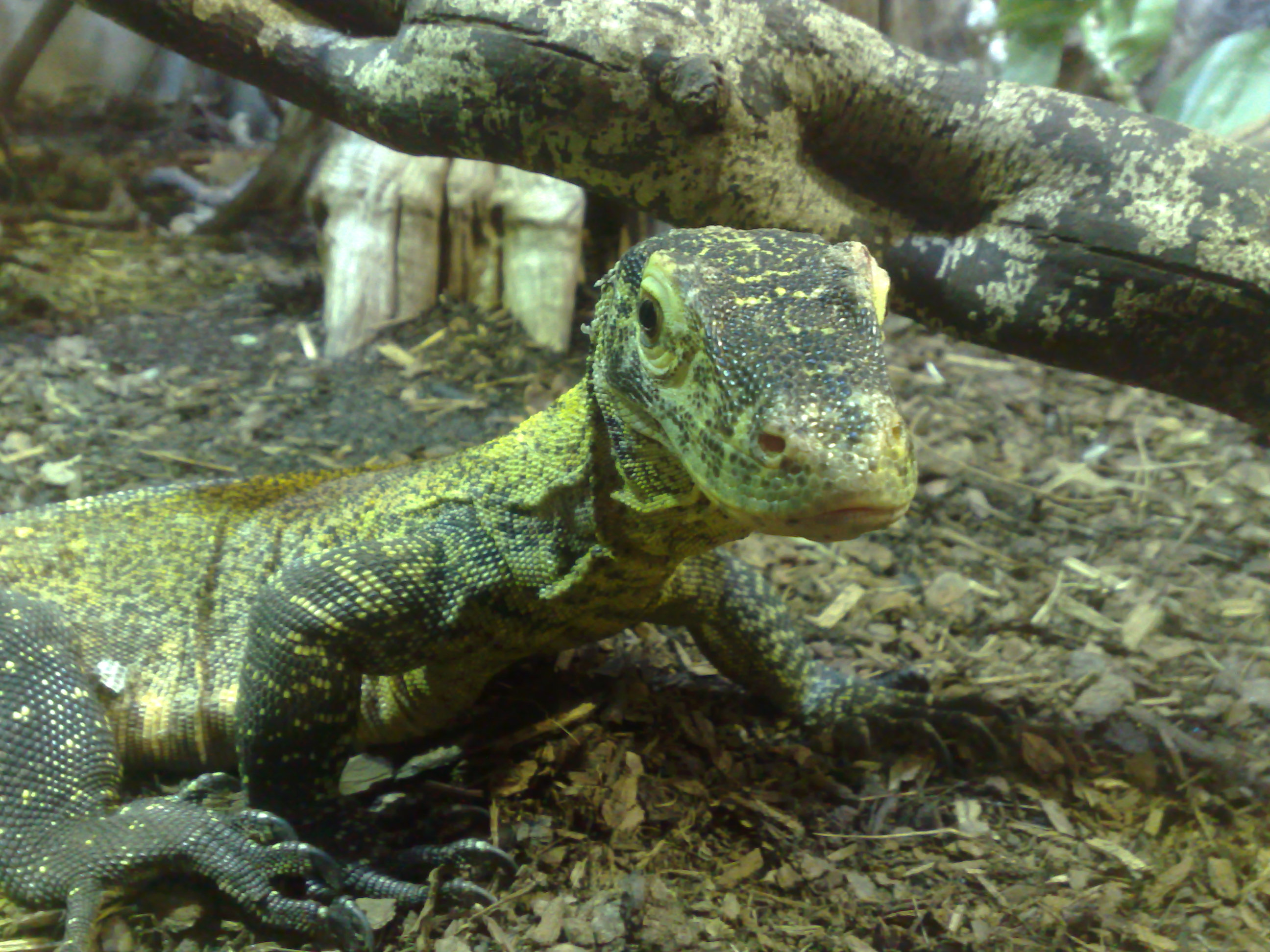
Cria de dragó de Komodo partenogènica. Zoo de Chester, Anglaterra.

Els dragons de Komodo tenen el sistema de determinació del sexe cromosòmic ZW, a diferència del sistema XY dels mamífers. La seva descendència masculina demostra que els ous no fertilitzats de Flora eren haploides (n) i que després duplicaren els seus cromosomes per esdevenir diploides (2n) (i foren fertilitzats per un corpuscle polar, o per mitjà d'una duplicació cromosòmica sense divisió cel·lular), i no fou ella la que pongué ous diploides per l'error d'una de les divisions de reducció de meiosi dels seus ovaris. Quan una femella de dragó de Komodo (amb cromosomes sexuals ZW) es reprodueix d'aquesta manera, només subministra la seva descendència amb un únic cromosoma de cada parell de cromosomes, incloent-hi un únic cromosoma sexual. Aquest conjunt únic de cromosomes és duplicat dins l'ou, que es desenvolupa partenogenèticament. Els ous que reben un cromosoma Z esdevenen ZZ (mascles); els que reben un cromosoma W esdevenen WW i no arriben a desenvolupar-se.
S'ha teoritzat que aquesta adaptació reproductiva permet a una única femella entrar en un nínxol ecològic aïllat (com ara una illa) i produir descendència masculina per partenogènesi, establint així una població capaç de reproduir-se sexualment (quan la femella es reprodueix amb les seves cries pot pondre ous tant masculins com femenins). Malgrat els avantatges d'aquesta adaptació, els zoos són advertits que la partenogènesi pot perjudicar la diversitat genètica, a causa de la necessitat evident que l'única femella, la mare, es reprodueixi amb les seves cries mascles.
El 31 de gener del 2008, el Sedgwick County Zoo de Wichita esdevingué el primer zoològic de les Amèriques en què s'observava la partenogènesi en dragons de Komodo. El zoològic té dues femelles adultes, una de les quals pongué uns disset ous entre el 19 i el 20 de maig del 2007. Només dos en foren incubats i posteriorment es desclogueren, a causa de qüestions d'espai. El primer es desclogué el 31 de gener del 2008, mentre que el segon es desclogué l'endemà. Ambdues cries eren mascles.

## Història

### Descobriment pel món occidental

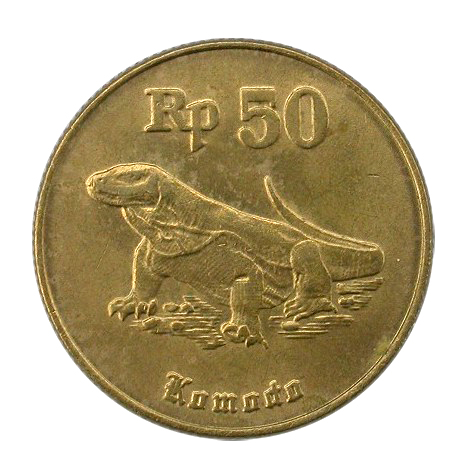
Moneda d'Indonèsia que presenta el dragó de Komodo.

Els dragons de Komodo foren coneguts per primer cop pels europeus el 1910, quan arribaren rumors d'un «cocodril terrestre» al lloctinent van Steyn van Hensbroek, de l'administració colonial neerlandesa. Esdevingué àmpliament conegut després del 1912, quan Peter Ouwens, director del Museu Zoològic de Bogor (Java), publicà un document sobre el tema després de rebre una fotografia i una pell del lloctinent, així com dos exemplars d'un col·leccionista. Posteriorment, el 1926, el dragó de Komodo fou un dels al·licients d'una expedició a l'illa de Komodo per part de W. Douglas Burden. Després de tornar amb dotze exemplars preservats i dos de vivents, aquesta expedició fou la inspiració de la pel·lícula del 1933 King Kong. També fou Burden qui encunyà el nom comú de «dragó de Komodo». Tres dels seus exemplars foren dissecats i encara estan exposats al Museu Americà d'Història Natural.

### Estudis
Els neerlandesos, que s'adonaren del nombre limitat d'exemplars salvatges, en prohibiren la caça esportiva i restringiren molt el nombre d'exemplars que es podien capturar per a estudis científics. Les expedicions de recollida d'exemplars s'aturaren amb el començament de la Segona Guerra Mundial, i no recomençaren fins a les dècades del 1950 i del 1960, quan els estudis es concentraren en el comportament alimentari del dragó, la seva reproducció i la seva temperatura corporal. Aproximadament en aquesta època, es planejà una expedició per estudiar el dragó de Komodo sobre un període llarg. Aquesta tasca fou assignada a la família Auffenberg, que el 1969 romangué a l'illa de Komodo durant onze mesos. Durant la seva estada, Walter Auffenberg i el seu ajudant Putra Sastrawan capturaren i etiquetaren més de cinquanta dragons de Komodo. La investigació de l'expedició dels Auffenberg resultaria molt influent en la cria de dragons de Komodo en captivitat. Les investigacions posteriors han aclarit més la naturalesa del dragó de Komodo, i biòlegs com ara Claudio Ciofi continuen estudiant-lo.

## Conservació
El dragó de Komodo és una espècie vulnerable i es troba a la Llista Vermella de la UICN. Hi ha aproximadament 4.000-5.000 dragons de Komodo en estat salvatge. Les poblacions estan limitades a les illes de Gili Motang (100), Gili Dasami (100), Rinca (1.300), Komodo (1.700) i Flores (potser 2.000). Tanmateix, hi ha la preocupació que actualment només podrien quedar 350 femelles reproductores. Per respondre a aquesta preocupació, el 1980 es fundà el Parc Nacional de Komodo per protegir les poblacions de dragons de Komodo en illes com ara Komodo, Rinca i Padar. Més endavant es fundaren les reserves de Wae Wuul i de Wolo Tado a Flores per contribuir en la conservació del dragó de Komodo. Hi ha proves que els dragons s'estan acostumant a la presència d'humans, car els turistes els alimenten sovint amb cadàvers d'animals en diversos punts d'alimentació.
L'activitat volcànica, terratrèmols, pèrdua d'hàbitat, incendis (la població de Padar quedà gairebé destruïda a causa d'un incendi, i des d'aleshores ha desaparegut misteriosament), pèrdua de preses, el turisme i la caça furtiva han contribuït tots a l'estatus vulnerable del dragó de Komodo. Sota l'Apèndix I del CITES, l'intercanvi comercial de pells o exemplars és il·legal.
El biòleg australià Tim Flannery ha suggerit que l'ecosistema australià podria beneficiar-se de la introducció de dragons de Komodo, car podria ocupar parcialment el nínxol de gran carnívor que quedà buit després de l'extinció del varànid gegant Megalania. Tanmateix, creu que aquests experiments d'aclimatació haurien de fer-se amb precaució i gradualment, particularment perquè «el problema de la depredació d'humans per part dels grans varànids no hauria de ser subestimat». Utilitza l'exemple de la coexistència reeixida amb els cocodrils marins com a prova que els australians podrien adaptar-se amb èxit.
Tot i que els atacs són molt rars, es coneixen casos en què dragons de Komodo han matat humans. El 4 de juny del 2007, un dragó atacà un nen de vuit anys a l'illa de Komodo, que morí posteriorment a causa de la pèrdua massiva de sang de les ferides. Fou el primer atac fatal conegut en trenta-tres anys. Els nadius culparen els ecologistes de l'atac, dient que havien enfurismat els varànids per posar fi als sacrificis de cabres. De fet, per als nadius de l'illa de Komodo, el dragó és la reencarnació de parents seus i, per tant, el tracten amb reverència.

### En captivitat

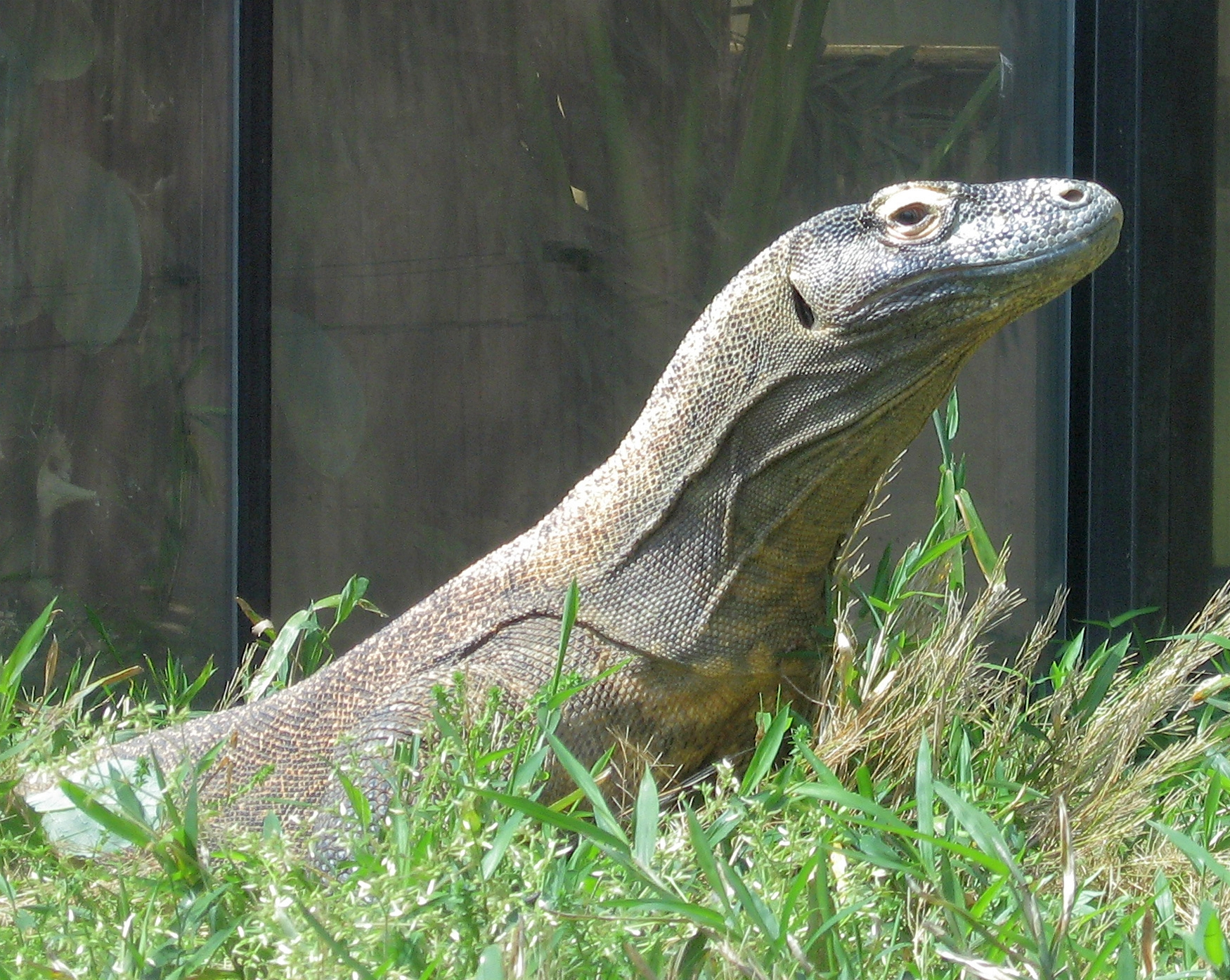
Dragó de Komodo a l'Smithsonian National Zoological Park. Malgrat els orificis auditius visibles, els dragons de Komodo no hi senten gaire bé.

Els dragons de Komodo han estat des de fa temps grans atraccions per als zoològics, on la seva mida i reputació els convertien en exhibicions populars. Tanmateix, són rars als zoos, car són vulnerables a infeccions i malalties parasitàries si se'ls captura de l'estat salvatge, i no es reprodueixen fàcilment.
El primer dragó de Komodo fou exhibit el 1934 a l'Smithsonian National Zoological Park, però només visqué dos anys. Es dugueren a terme més intents d'exhibir dragons de Komodo, però la longevitat dels animals era molt curta, amb una mitjana de cinc anys al National Zoological Park. Finalment, els estudis fets per Walter Auffenberg, documentats en el seu llibre L'ecologia del comportament del varà de Komodo, permeteren una cura i reproducció més reeixides del dragó de Komodo en captivitat.
S'ha observat en dragons captius que molts exemplars presenten un comportament relativament dòcil després de poc temps en captivitat. Es coneixen molts casos en què els guardians han tret els animals del seu recinte perquè interaccionin amb els visitants del zoo, incloent-hi infants petits, sense conseqüències dolentes. Els dragons també són capaços de reconèixer éssers humans individuals. Ruston Hartdegen, del Zoo de Dallas, informà que els seus dragons de Komodo reaccionaven de manera diferent segons si veien el seu cuidador habitual, un de menys familiar, o un de completament desconegut.
La investigació amb dragons de Komodo en captivitat també ha ofert proves que es dediquen a jugar. Un estudi concernia un exemplar que feia moure una pala que havia deixat el seu cuidador, aparentment atret pel so de la pala rascant contra la superfície rocosa. Una dragona jove del Zoo Nacional de Washington DC agafava i sacsejava diversos objectes, incloent-hi estàtues, llaunes de beguda, anelles de plàstic i mantes. També ficava el cap dins de caixes, sabates i altres objectes. No confonia aquests objectes amb menjar, car només se'ls empassava si estaven coberts amb sang de rata. Aquest joc social ha portat a una comparació sorprenent amb el joc dels mamífers.

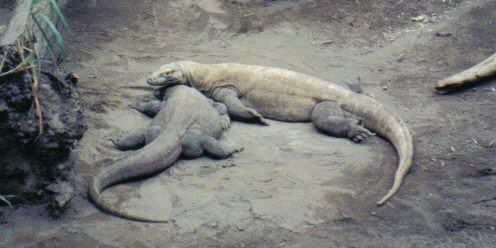
Dragons de Komodo al Zoo de Toronto. Els dragons de Komodo captius solen engreixar-se, especialment a la cua, a causa d'una alimentació regular.

Un altre cas de joc en els dragons de Komodo ve de la Universitat de Tennessee, on una jove dragona anomenada Kraken interaccionava amb anelles de plàstic, una sabata, una galleda i una llauna, donant-los cops amb el musell, escombrant-los i movent-los d'una banda a l'altra amb la boca. Tractava aquests objectes de manera diferent que el menjar, portant l'eminent investigador Gordon Burghardt a concloure que desmenteixen la visió que el joc amb objectes és un «comportament predador motivat per l'aliment». Kraken fou el primer dragó de Komodo a néixer en captivitat fora d'Indonèsia, naixent al Zoo Nacional el 13 de setembre del 1992.
Tanmateix, fins i tot dragons aparentment dòcils, poden de manera impredictible esdevenir agressius, especialment quan algú desconegut envaeix el seu territori. Al juny del 2001, un dragó de Komodo ferí greument Phil Bronstein (editor executiu del San Francisco Chronicle) quan aquest entrà dins el seu recinte del Zoo de Los Angeles, havent estat convidat a entrar pel cuidador de l'animal. El dragó mossegà Bronstein al peu nu, car el cuidador li havia dit que es tragués les sabates blanques que duia, que podrien haver excitat el dragó de Komodo. Tot i que aconseguí escapar-se, calgué reenganxar-li quirúrgicament diversos tendons del peu.
S'ha començat a assolir l'èxit en la seva reproducció a diferents zoos del món com els de Washington, Cincinatti, Honolulu, Miami o Yakarta. A Europa, de moment, només s'ha aconseguit reproduir als zoos de Praga, Londres, Chester i Reptilandia, a l'illa de Gran Canària, que és d'on procedeixen els dos mascles que poden veure's al Zoo de Barcelona, i que formen part del programa EEP (Programa Europeu de Cria en Captivitat) de l'espècie. Posteriorment, l'hivern del 2010, el Zoo de Barcelona va rebre una femella, Asmara, nascuda al Zoo de Praga amb 3 anys; a causa de la seva joventut va ser allotjada a una instal·lació de l'edifici del Terrari. A principis de febrer de 2013, ja més crescuda, va ser traslladada a la nova instal·lació «Terra de dragons».

## Notícies i curiositats

### Comerç il·legal
Hi ha informes ocasionals d'intents il·legals de comerciar amb dracs de Komodo vius. L'intent més recent es va produir el març de 2019 quan la policia indonèsia a la ciutat de Surabaya, a Java Oriental, va informar que s'havia descobert una xarxa criminal que intentava treure de contraban de 41 dragons de Komodo d'Indonèsia. Es va dir que el pla incloïa l'enviament dels animals a altres països de sud-est asiàtic a través de Singapur. S'esperava que els animals es poguessin vendre per fins a 500 milions de rupies (al voltant de 35.000 dòlars nord-americans) cadascun. Es creia que els dragons de Komodo havien estat introduïts de contraban des de la província de Nusa Tenggara Oriental a través del port d'Ende al centre de Flores.

### Curiositats
A continuació s'ofereix un llistat de diferents curiositats d'aquest animal:
- El dragó de Komodo pot arribar a córrer a una velocitat de 13 km/.
- Quan se'ls amenaça, poden vomitar el contingut dels seus estómacs per disminuir el seu pes i poder fugir.

- Els dragons de Komodo poden créixer gairebé 3 metres de llarg.
- La saliva del dragó de Komodo és tòxica, però les preses solen morir en ser esquinçades.
- El 2013, un dragó de Komodo de dos metres de llarg va entrar en una oficina d'un parc i va mossegar a dues guardaboscos.
- El dragó de Komodo és una de les espècies amb el selenoproteoma anotat.